# Square des Jonquilles
Le square des Jonquilles est un espace vert de 3 400 m2 situé dans le 14e arrondissement de Paris, nommé en référence à sa proximité avec la rue des Jonquilles (laquelle doit son nom aux jonquilles).

## Situation et accès
Il est situé à l'angle de la rue Vercingétorix et de la rue des Jonquilles.
Le square est desservi par la ligne 13 à la station Porte de Vanves et par la ligne 3a du tramway d'Île-de-France à la station Porte de Vanves.